# Chiesa di Santa Maria del Mezzogiorno
La chiesa di Santa Maria del Mezzogiorno è un luogo di culto cattolico della città di Catanzaro.

## Storia
La chiesa di Santa Maria del Mezzogiorno, inizialmente dedicata a Santa Maria de Meridie venne costruita, secondo gli storici, tra il IX e il XI secolo, congiuntamente al periodo di fondazione della città
Secondo la leggenda, prima della sua costruzione, al posto della chiesa ci fosse un campo coltivato, su cui primeggiava un albero di fico, ai piedi del quale puntualmente appariva una giovane donna, identificata dai cittadini nella Madonna, intenta a sfamare la gente con del pane e dei fichi. Un dipinto posto sul campanile della chiesa, opera del pittore catanzarese Gioacchino Lamanna del 1991, racconta questa storia.
Nel 1991, Monsignor Antonio Cantisani, Arcivescovo di Catanzaro, eleva la chiesa alla dignità di Santuario.
La chiesa prende il suo nome dal suo orientamento liturgico verso sud-est.

## Descrizione
Nel 1945, subito dopo la Seconda guerra mondiale, venne ricostruita la facciata e sopraelevato il campanile, la pavimentazione interna risale a dei lavori eseguiti nel 1957, mentre il resto degli interni presentano dei tratti sette-ottocenteschi.
La navata unica è adornata da tre cappelle per lato, una delle quali è arricchita dalla fonte battesimale, la quale è sormontata da una immagine del Battista.
L'ingresso della chiesa è presente sul lato sinistro della navata.
All'altezza dell'altare maggiore è presente una tela della Madonna col Bambino, opera di Battistello Caracciolo risalente al XVII secolo.
Tra le altre opere presenti nella chiesa occorre citare la tela della Madre del Buon Consiglio, sita nella cappella omonima e affiancata dall'immagine di San Nicola, e un altro dipinto, probabile opera di Francesco Colelli, che ha come soggetto la Sacra Famiglia, affiancata dalle immagini di San Giovanni Battista, San Zaccaria e Sant'Elisabetta, sulla volta del presbiterio è presente un bassorilievo in stucco dipinto rappresentante la colomba dello spirito santo opere dei fratelli Pignatari.